# Judita d'Évreux
Judita d'Évreux (Judita od d'Évreuxa) (? ‒  1067.) bila je prva grofica Sicilije, kći Vilima d'Évreuxa i Havise de Giroie. Juditin je otac bio rođak Vilima Osvajača, a Havisa je bila kći normanskog plemića Giroiea i njegove žene Gisle.
1061. godine Judita se udala za Rogera I. Sicilskog. Rodila mu je kćer čije je ime nepoznato, a koja se udala za nekog Huga od Gercéa. 1062. Judita i Roger su postali roditelji Matilde, a kasnije im je rođena i Ema, koju je Roger pokušao udati za francuskog kralja Filipa I. Judita je rodila još jednu kćer, Adelizu. Ona je bila supruga Henrika (Enrico), sina Roberta di Lucere, koji je bio grof Gargana.
Prema svećeniku Detlevu Schwennickeu, Rogerov sin Jordan, koji se uglavnom smatra izvanbračnim djetetom, bio je rođen od Judite.
Moguće je i da je Juditin unuk bio kralj Ugarske i Hrvatske Stjepan II. jer je njegova majka Felicija možda bila Juditina kći.
Brak Judite i Rogera slavljen je u Miletu.